# Primer Quinquenio de Oro de Peñarol
El Primer Quinquenio de Oro de Peñarol fue el período histórico en el cual el Club Atlético Peñarol fue pentacampeón del Campeonato Uruguayo de Primera División entre 1958 y 1962, siendo esta la primera ocasión en que el club se consagró campeón uruguayo cinco años de manera consecutiva.

### Nuevo ciclo exitoso
El año 1958 ejerce la presidencia del club el Cr. Gastón Güelfi acompañado por Washington Cataldi, teniendo como principal responsabilidad cortar con el tricampeonato del tradicional adversario. La Comisión Directiva designó a Hugo Bagnulo como nuevo entrenador del plantel principal.

## Año por año

### El comienzo (1958)
La renovación del plantel para la nueva temporada fue importante, entre sus contrataciones destaca la de Luis Cubilla, jugador que a futuro serían campeón de América.

#### Plantel
Roger Bernardico, Luis Maidana, William Martínez, Néstor Gonçalves, Milton Alves Salvador, Francisco Majewski, Ruben Bianchini, Santiago Pino, Estanislao Malinowski, Braulio Roldán, Roberto Gonzalvo, Walter Aguerre, Pablo Arbeloa, Eladio De Souza, Darwin Varela, Osvaldo Balseiro,  Carlos Suárez, Óscar Leicht, Ruben Coccinelo, Nelson Monzón, Ángel Omarini, Elio Montaño, Julio Toja, Walter Pérez, Roberto García, Alberto Hein, Vicente Capuccio, A. López Paz, Nelson Cancela, Roberto Roche, Alberto Evaristo, Luis Cubilla, Juan Eduardo Hohberg, Carlos Borges, Óscar Míguez.
D.T.:  Hugo Bagnulo.

##### Resultados
| Fecha                    | Rival                | Resultado | Racha |
| ------------------------ | -------------------- | --------- | ----- |
| 10 de agosto de 1958     | Rampla Juniors       | 1 - 2     | No    |
| 16 de agosto de 1958     | Liverpool            | 3 - 1     | Sí    |
| 30 de agosto de 1958     | Montevideo Wanderers | 4 - 0     | Sí    |
| 7 de septiembre de 1958  | Sud América          | 0 - 1     | No    |
| 13 de septiembre de 1958 | Cerro                | 1 - 0     | Sí    |
| 21 de septiembre de 1958 | Danubio              | 2 - 1     | Sí    |
| 28 de septiembre de 1958 | Nacional             | 0 - 0     |       |
| 4 de octubre de 1958     | Defensor             | 3 - 0     | Sí    |
| 12 de octubre de 1958    | Fénix                | 4 - 0     | Sí    |
| 19 de octubre de 1958    | Rampla Juniors       | 1 - 0     | Sí    |
| 1 de noviembre de 1958   | Liverpool            | 2 - 2     |       |
| 9 de noviembre de 1958   | Fénix                | 3 - 1     | Sí    |
| 15 de noviembre de 1958  | Montevideo Wanderers | 2 - 3     | No    |
| 23 de noviembre de 1958  | Sud América          | 1 - 2     | No    |
| 6 de diciembre de 1958   | Cerro                | 0 - 0     |       |
| 14 de diciembre de 1958  | Danubio              | 3 - 1     | Sí    |
| 21 de diciembre de 1958  | Nacional             | 2 - 1     | Sí    |
| 27 de diciembre de 1958  | Defensor             | 1 - 1     |       |

### El Bicampeonato (1959)
En 1959 llegan al plantel principal Júpiter Crescio, Roberto Matosas, Ángel Rubén Cabrera, Mario Griecco, Darío Cottiga y Víctor Pereyra.
Tras empatar en puntos junto a Nacional en la primera posición, debieron disputar una final al año siguiente, donde Peñarol utilizaría entre sus titulares a las recientes incorporaciones, el ecuatoriano Alberto Spencer y el argentino Carlos Abel Linazza.

#### Plantel
Roger Bernardico, Luis Maidana, William Martínez, Néstor Gonçalves, Milton Alves Salvador, Francisco Majewski, Estanislao Malinowski, Santiago Pino, Walter Aguerre, Roberto Gonzalvo, Braulio Roldán, Ruben Martínez, Óscar Leicht, César Araujo, Ruben Coccinelo, José Mario Griecco, Júpiter Crescio, Alfredo Moscardelli, Alberto Hein, Roberto García, Víctor Pereyra, Luis Cubilla, Carlos Borges, Juan Eduardo Hohberg, Óscar Míguez.
D.T.:  Hugo Bagnulo

##### Resultados
| Fecha                    | Rival                | Resultado | Racha |
| ------------------------ | -------------------- | --------- | ----- |
| 8 de agosto de 1959      | Danubio              | 2 - 1     | Sí    |
| 16 de agosto de 1959     | Rampla Juniors       | 3 - 0     | Sí    |
| 22 de agosto de 1959     | Sud América          | 2 - 1     | Sí    |
| 30 de agosto de 1959     | Cerro                | 1 - 2     | No    |
| 5 de septiembre de 1959  | Liverpool            | 3 - 1     | Sí    |
| 13 de septiembre de 1959 | Montevideo Wanderers | 5 - 2     | Sí    |
| 19 de septiembre de 1959 | Defensor             | 2 - 1     | Sí    |
| 27 de septiembre de 1959 | Nacional             | 2 - 0     | Sí    |
| 4 de octubre de 1959     | Racing               | 2 - 1     | Sí    |
| 10 de octubre de 1959    | Danubio              | 2 - 1     | Sí    |
| 18 de octubre de 1959    | Rampla Juniors       | 0 - 0     |       |
| 24 de octubre de 1959    | Sud América          | 3 - 1     | Sí    |
| 1 de noviembre de 1959   | Cerro                | 1 - 3     | No    |
| 7 de noviembre de 1959   | Liverpool            | 2 - 2     |       |
| 15 de noviembre de 1959  | Montevideo Wanderers | 1 - 2     | No    |
| 18 de noviembre de 1959  | Defensor             | 2 - 1     | Sí    |
| 22 de noviembre de 1959  | Nacional             | 0 - 1     | No    |
| 29 de noviembre de 1959  | Racing               | 2 - 0     | Sí    |
| Final desempate          |                      |           |       |
| 20 de marzo de 1960      | Nacional             | 2 - 0     | Sí    |

### El Tricampeonato (1960)
En 1960 cambia la dirección técnica y asume Roberto Scarone. Con su llegada, se incorporan al plantel principal Alberto Spencer, Carlos Linazza, Pedro Rocha, Núber Cano, Guillermo Pedra, Ernesto Ledesma y Pedro R. Cubilla.

#### Plantel
Roger Bernardico, Luis Maidana, William Martínez, Néstor Gonçalves, Milton Alves Salvador, Francisco Majewski, Alberto González, Núber Cano, Roberto Matosas, Luis Arrieta, Juan Vigo, Adolfo Viera, Santiago Pino, Walter Aguerre, Braulio Roldán, Pedro Cubilla, Washington Viera, Carlos Conde, Hugo Lentino, José Iriarte, Óscar Leicht, Julio Maciel, Ruben Coccinelo, Roberto González, Carlos Borges, Luis Cubilla, Carlos Linazza, Alberto Spencer, Guillermo Pedra, Ernesto Ledesma, Pedro Rocha, José Greicco, Darío Cottiga, Juan Eduardo Hohberg, Ángel Rubén Cabrera, Júpiter Crescio, Roberto García, Víctor Pereyra.
D.T.:  Roberto Scarone.

##### Resultados
| Fecha                    | Rival                | Resultado | Racha |
| ------------------------ | -------------------- | --------- | ----- |
| 13 de agosto de 1960     | Defensor             | 2 - 1     | Sí    |
| 21 de agosto de 1960     | Rampla Juniors       | 0 - 0     |       |
| 27 de agosto de 1960     | Cerro                | 5 - 1     | Sí    |
| 16 de septiembre de 1960 | Fénix                | 4 - 1     | Sí    |
| 21 de septiembre de 1960 | Sud América          | 3 - 1     | Sí    |
| 24 de septiembre de 1960 | Liverpool            | 2 - 2     |       |
| 28 de septiembre de 1960 | Montevideo Wanderers | 4 - 0     | Sí    |
| 2 de octubre de 1960     | Nacional             | 2 - 3     | No    |
| 9 de octubre de 1960     | Racing               | 1 - 0     | Sí    |
| 15 de octubre de 1960    | Defensor             | 2 - 2     |       |
| 25 de octubre de 1960    | Rampla Juniors       | 4 - 0     | Sí    |
| 29 de octubre de 1960    | Cerro                | 3 - 1     | Sí    |
| 6 de noviembre de 1960   | Sud América          | 1 - 1     |       |
| 12 de noviembre de 1960  | Montevideo Wanderers | 3 - 1     | Sí    |
| 20 de noviembre de 1960  | Fénix                | 1 - 1     |       |
| 26 de noviembre de 1960  | Liverpool            | 3 - 0     | Sí    |
| 4 de diciembre de 1960   | Nacional             | 1 - 1     |       |
| 11 de diciembre de 1960  | Racing               | 3 - 2     | Sí    |
| Final desempate          |                      |           |       |
| 18 de diciembre de 1960  | Cerro                | 3 - 1     | Sí    |

### El Tetracampeonato (1961)
En 1961, la campaña de Peñarol fue casi perfecta, cosechando apenas una derrota, siendo ante Cerro por la primera ronda.
Al plantel principal se incorporarían figuras claves en la historia del club, José Sasía, el paraguayo Juan Lezcano y el peruano Juan Joya, entre otros.

#### Plantel
Luis Maidana, Luis Gutiérrez, Roger Bernardico, Juan Leiva, William Martínez, Néstor Gonçalves, Núber Cano, Juan Lezcano, Edgardo González, Walter Aguerre, Santiago Pino, José Rótulo, Omar Caetano, Luis Odriozola, Roberto Matosas, Carlos Conde, Carlos Fernández, José Iriarte, Luis Cubilla, Juan Joya, Pedro Rocha, Darío Cottiga, José Sasía, Ernesto Ledesma, Alberto Spencer, Ángel Rubén Cabrera, Júpiter Crescio, Juan Lallana.
D.T.:  Roberto Scarone.

##### Resultados
| Fecha                    | Rival                | Resultado | Racha |
| ------------------------ | -------------------- | --------- | ----- |
| 5 de agosto de 1961      | Defensor             | 3 - 2     | Sí    |
| 13 de agosto de 1961     | Montevideo Wanderers | 4 - 0     | Sí    |
| 19 de agosto de 1961     | Danubio              | 4 - 1     | Sí    |
| 10 de septiembre de 1961 | Fénix                | 1 - 1     |       |
| 13 de septiembre de 1961 | Racing               | 6 - 3     | Sí    |
| 24 de septiembre de 1961 | Nacional             | 1 - 0     | Sí    |
| 27 de septiembre de 1961 | Cerro                | 0 - 3     | No    |
| 1 de octubre de 1961     | Liverpool            | 2 - 0     | Sí    |
| 7 de octubre de 1961     | Defensor             | 3 - 1     | Sí    |
| 15 de octubre de 1961    | Montevideo Wanderers | 1 - 1     |       |
| 21 de octubre de 1961    | Danubio              | 5 - 1     | Sí    |
| 29 de octubre de 1961    | Cerro                | 3 - 3     |       |
| 4 de noviembre de 1961   | Rampla Juniors       | 4 - 0     | Sí    |
| 12 de noviembre de 1961  | Fénix                | 5 - 2     | Sí    |
| 15 de noviembre de 1961  | Rampla Juniors       | 2 - 0     | Sí    |
| 18 de noviembre de 1961  | Racing               | 3 - 1     | Sí    |
| 26 de noviembre de 1961  | Nacional             | 3 - 2     | Sí    |
| 3 de diciembre de 1961   | Liverpool            | 1 - 1     |       |

### Quinquenio (1962)
En 1962, El Consejo Directivo contrató al húngaro Bela Guttman, como nuevo técnico. El plantel sufrió la baja de Luis Cubilla transferido al Barcelona pero a cambio tuvo el reingreso de Julio César Abbadie.

#### Plantel
Luis Maidana, Luis Radiche, Juan Lezcano, Núber Cano, Néstor Gonçalves, Roberto Matosas, Héctor Maciel, Edgardo González, Omar Caetano, Braulio Roldán, José Rótulo, Walter Aguerre, Carlos Conde, Julio César Abbadie, Carlos Fernández, José Iriarte, Juan Joya, Ricardo Morán, Alberto Urbano, Pedro Rocha, José Sasía, Alberto Spencer, Moacir Pinto, Uruguay Sosa, Ángel Rubén Cabrera, Pedro Cabral.
D.T.:  Bela Guttman

##### Resultados
| Fecha                    | Rival          | Resultado | Racha |
| ------------------------ | -------------- | --------- | ----- |
| 25 de agosto de 1962     | Racing         | 2 - 0     | Sí    |
| 2 de septiembre de 1962  | Liverpool      | 6 - 2     | Sí    |
| 8 de septiembre de 1962  | Central        | 2 - 0     | Sí    |
| 18 de septiembre de 1962 | Defensor       | 2 - 2     |       |
| 22 de septiembre de 1962 | Cerro          | 4 - 2     | Sí    |
| 30 de septiembre de 1962 | Rampla Juniors | 1 - 0     | Sí    |
| 6 de octubre de 1962     | Danubio        | 3 - 0     | Sí    |
| 14 de octubre de 1962    | Nacional       | 4 - 1     | Sí    |
| 21 de octubre de 1962    | Fénix          | 1 - 2     | No    |
| 27 de octubre de 1962    | Racing         | 2 - 0     | Sí    |
| 4 de noviembre de 1962   | Liverpool      | 4 - 1     | Sí    |
| 10 de noviembre de 1962  | Central        | 1 - 0     | Sí    |
| 18 de noviembre de 1962  | Defensor       | 1 - 0     | Sí    |
| 1 de diciembre de 1962   | Cerro          | 4 - 0     | Sí    |
| 9 de diciembre de 1962   | Rampla Juniors | 9 - 0     | Sí    |
| 15 de diciembre de 1962  | Danubio        | 2 - 0     | Sí    |
| 27 de diciembre de 1962  | Nacional       | 2 - 0     | Sí    |
| 30 de diciembre de 1962  | Fénix          | 4 - 1     | Sí    |